# Mathurin Jousse
Mathurin Jousse, dit l'Aîné, né vers 1575 à La Flèche où il est mort en 1645, est un maître serrurier théoricien d'architecture et écrivain technique français.

## Biographie
Il fut longtemps confondu avec son propre fils, Mathurin Jousse le Jeune, maître orfèvre né à La Flèche en 1607 et mort dans cette même ville en 1672 . 
Jousse avait de l’instruction, des connaissances assez étendues en géométrie, et avait fait une étude particulière de Vitruve et des grands maîtres en architecture. L'inventaire après décès de sa veuve, Françoise Le Royer, permet de connaître sa bibliothèque. 
Il a écrit en 1642 Secrets de l'Architecture, un des premiers traités de stéréotomie, pour expliquer la taille des pierres, revu par Philippe de La Hire en 1702.
Il écrivit un traité de serrurerie dans lequel il raisonna le choix du matériau en utilisant des recettes, et en particulier l’usage du fer d’après l’aspect de sa cassure, inaugurant ainsi le début d’une longue tradition qui, à travers Réaumur, devait aboutir à la métallographie.

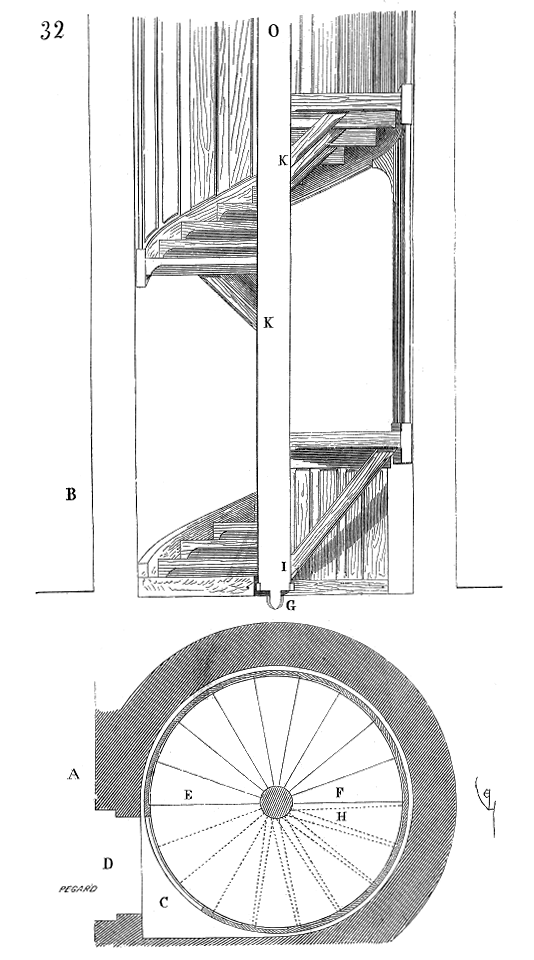
Dans sa description de l'escalier pivotant, Eugène Viollet-le-Duc cite Mathurin Jousse.

En 1627 il écrit le Théâtre de l’art du charpentier. D'Alembert, dans son Discours préliminaire à l’Encyclopédie, présente la technique du passé comme « incapable de s’exprimer avec clarté sur les instruments qu’elle emploie ». À côté des œuvres d’Agricola (De re mettalica, 1556), de Besson (Théâtre des instruments mécaniques, 1578) ou de Kunckel (Ars vitraria expérimentalis, 1679), le traité de Mathurin Jousse montre qu’en de nombreux domaines, la technique était, bien avant le XVIIIe siècle, déjà souvent comprise et synthétisée.

## Publications
En ligne sur le site Architectura du Centre d'études supérieures de la Renaissance à Tours.
- Traité de serrurerie :

La fidelle ouverture de l’art de Serrurier..., La Flèche, Georges Griveau, 1627, lire en ligne sur Gallica, lire en ligne sur la Bibliothèque numérique de l'INHA, disponible sur Internet Archive.
- Traités de charpenterie :

Le théâtre de l’art de charpentier enrichi de diverses figures..., La Flèche, Georges Griveau, 1627, lire en ligne sur Gallica.
Le théâtre de l’art de charpentier enrichi de diverses figures..., La Flèche, Georges Griveau, 1650, lire en ligne sur E-rara, lire en ligne sur la Bibliothèque numérique de l'INHA.
Le théâtre de l’art de charpentier, enrichi de diverses figures..., La Flèche, Veuve Georges Griveau, 1659.
Le théâtre de l’art de charpentier enrichi de diverses figures..., La Flèche, Veuve Georges Griveau, 1664.
L’art de charpenterie... Corrigé & augmenté... Par Mr. D. L. H..., Paris, Thomas Moette, 1702, lire en ligne sur Gallica.
L’art de charpenterie... Corrigé et augmenté... Par Mr. De La Hire..., Paris, Charles-Antoine Jombert, 1751.
- Traité de stéréotomie :

Le secret d’architecture..., La Flèche, Georges Griveau, 1642, lire en ligne sur Gallica ; lire en ligne sur E-rara, disponible sur Internet Archive.
- Traité de Viator (Jean Pèlerin) :

La perspective positive de Viator Traduite de latin en françois Augmentée, & illustrée, par Maistre Estienne Martelange... Avec les figures gravées... par Mathurin Jousse..., La Flèche, [Georges Griveau], 1626.
La perspective positive de Viator latine et françoise. Reveüe augmentée et réduite de grand en petit par Mathurin Jousse, La Flèche, Georges Griveau, 1635, lire en ligne sur la Bibliothèque numérique de l'INHA
La perspective positive de Viator traduite de Latin en François., Manuscrit de l'ouvrage, lire en ligne sur Gallica.